# Маресо (Леко)
Маресо је насеље у Италији у округу Леко, региону Ломбардија.
Према процени из 2011. у насељу је живело 1752 становника. Насеље се налази на надморској висини од 290 м.